# Diputación Provincial de Tarragona
La Diputación Provincial de Tarragona (DIPTA) es el órgano de gobierno y administración de la provincia española de Tarragona, perteneciente a la comunidad autónoma de Cataluña.

## Historia
El modelo de organización actual, con modificaciones, se remonta a 1836, cuando se formó la primera corporación provincial. Tras el decreto de septiembre de 1835, se decidió postergar la fecha de celebración de elecciones en la provincia, por la situación de revuelta anticlerical y la actuación de guerrillas carlistas en la zona.

## Presidentes

### Hasta 1979
- Josep Gassol Porta (1868)
- Feliciano Herreros de Tejada (1868-1869)
- Juan Manuel Martínez (1869-1871)
- Manuel Bes Hediguer (1871)
- Juan Palau y Generés (1871-1872)
- Antonio Kies Muñoz (1872-1873)
- Antonio Estivill Domènech (1873-1874)
- Ramón Miró i Sol (1874-1875)
- Antonio Sotorras Vilanova (1875 / 1877-1881)
- Plácido María de Montoliu y de Sarriera (1875-1877)
- Francisco Javier Rabassa Satorras (1896-1898)- Liberal

### Desde 1979
| Legislatura      | Partido político         | Partido político | Presidente de la Diputación | Nombramiento | Cese     |
| ---------------- | ------------------------ | ---------------- | --------------------------- | ------------ | -------- |
| I legislatura    |                          | CDC              | Francesc Cailà Mestre       | 1979         | 1980     |
| I legislatura    |                          | PSC              | Ramón Aleu Jornet           | 1980         | 1980     |
| I legislatura    |                          | CDC              | Josep Gomis Martí           | 1980         | 1982     |
| I legislatura    | Ramón Aleu Jornet        | CDC              | 1982                        | 1982         |          |
| I legislatura    | Joan Ventura Solé        | CDC              | 1982                        | 1983         |          |
| II legislatura   | Josep Gomis Martí        | CDC              | 1983                        | 1987         |          |
| III legislatura  | Josep Gomis Martí        | CDC              | 1987                        | 1988         |          |
| III legislatura  | Vicenç Lluesma Davos     | CDC              | 1988                        | 1988         |          |
| III legislatura  | Joan Maria Pujals Vallvé | CDC              | 1988                        | 1991         |          |
| IV legislatura   | Joan Maria Pujals Vallvé | CDC              | 1991                        | 1993         |          |
| IV legislatura   | Josep Mariné Grau        | CDC              | 1993                        | 1995         |          |
| V legislatura    | Josep Mariné Grau        | CDC              | 1995                        | 1999         |          |
| VI legislatura   | Josep Mariné Grau        | CDC              | 1999                        | 2003         |          |
| VII legislatura  | Joan Aregio Navarro      | CDC              | 2003                        | 2007         |          |
| VIII legislatura | Josep Poblet i Tous      | CDC              | 2007                        | 2011         |          |
| IX legislatura   | Josep Poblet i Tous      | CDC              | 2011                        | 2015         |          |
| X legislatura    | Josep Poblet i Tous      |                  | PDeCAT                      | 2015         | 2019     |
| XI legislatura   |                          | ERC              | Noemí Llauradó i Sans       | 2019         | Presente |

## Composición
La diputación está compuesta por el presidente, los vicepresidentes, la junta de gobierno y la corporación provincial o pleno, elegida esta última mediante un sistema de elección indirecta a partir de los resultados de las elecciones locales.
Tras las elecciones municipales de 2023, la diputación quedó así:
| Actual distribución de la Diputación tras las elecciones municipales de 2023 | Actual distribución de la Diputación tras las elecciones municipales de 2023 | Actual distribución de la Diputación tras las elecciones municipales de 2023 | Actual distribución de la Diputación tras las elecciones municipales de 2023 | Actual distribución de la Diputación tras las elecciones municipales de 2023 |
| Partido político                                                             | Votos                                                                        | %                                                                            | Diputados                                                                    |                                                                              |
| ---------------------------------------------------------------------------- | ---------------------------------------------------------------------------- | ---------------------------------------------------------------------------- | ---------------------------------------------------------------------------- | ---------------------------------------------------------------------------- |
| Esquerra Republicana de Catalunya-Acuerdo Municipal (ERC-AM)                 | 74.957                                                                       | 23,24%                                                                       | 9                                                                            |                                                                              |
| Partido de los Socialistas de Cataluña-Candidatura de progreso (PSC-CP)      | 70.059                                                                       | 21,72%                                                                       | 8                                                                            |                                                                              |
| Junts per Catalunya-Compromís Municipal (JUNTS-CM)                           | 67.545                                                                       | 20,94%                                                                       | 8                                                                            |                                                                              |
| Partido Popular Catalán (PPC)                                                | 17.890                                                                       | 5,54%                                                                        | 1                                                                            |                                                                              |
| Vox (VOX)                                                                    | 16.793                                                                       | 5,20%                                                                        | 1                                                                            |                                                                              |

### Distribución de escaños por partidos judiciales
| Partido judicial |   |   |   |   |   | Diputados |
| ---------------- | - | - | - | - | - | --------- |
| Reus             | 3 | 2 | 2 |   |   | 7         |
| Tarragona        | 1 | 3 | 1 | 1 | 1 | 7         |
| Tortosa          | 2 | 1 | 2 |   |   | 5         |
| Valls            | 1 |   | 2 |   |   | 3         |
| Vendrell         | 2 | 2 | 1 |   |   | 5         |
| Total            | 9 | 8 | 8 | 1 | 1 | 27        |

## Sede
Tiene su sede el número 100 del Passeig de Sant Antoni, en la capital de la provincia, Tarragona.